# 朱之璉
朱之璉（？—1730年），字商玉，奉天盛京人，正白旗漢軍，被清廷認定为明朝皇室後裔（明太祖十三子代简王朱桂之后），封一等侯，后追贈一等延恩侯。

## 生平
曾任正白旗汉军第三叅领第六佐领（系康熙十四年编设，载《钦定八旗通志》）。康熙三十一年，任亳州知州。康熙四十六年，任安庆府同知。康熙四十八年，复任亳州知州，治理水患。康熙五十一年，任安庆府同知。后任正定府知府。雍正二年12月被清世宗封為一等侯，往江寧、昌平致祭，世奉明祀。雍正三年至雍正五年，任正藍旗漢軍副都統。雍正五年至雍正八年，正藍旗漢軍都統。雍正八年去世。乾隆十四年八月，追贈一等延恩侯，世襲。